# 1982–1992 (album Europe)
1982-1992 – kompilacja chronologicznie uszeregowanych piosenek zespołu Europe. Na końcu płyty znajdują się dwa wcześniej niepublikowane utwory: "Sweet love child" oraz "Yesterday's news".

## Lista piosenek
1. "In the Future to Come" (Tempest) – 5:00
2. "Seven Doors Hotel" (Tempest) – 5:15
3. "Stormwind" (Tempest) – 4:23
4. "Open Your Heart" (Tempest) – 4:01
5. "Scream of Anger" (Tempest, Jacob) – 4:04
6. "Dreamer" (Tempest) – 4:19
7. "The Final Countdown" (Tempest) – 5:09
8. "On Broken Wings" (Tempest) – 3:43
9. "Rock the Night" (Tempest) – 4:04
10. "Carrie" (Tempest, Michaeli) – 4:30
11. "Cherokee" (Tempest) – 4:12
12. "Superstitious" (Tempest) – 4:33
13. "Ready or Not" (Tempest) – 4:03
14. "Prisoners in Paradise" (wersja radiowa) (Tempest) – 4:29
15. "I'll Cry for You" (wersja akustyczna) (Tempest, Graham) – 3:58
16. "Sweet Love Child" (Tempest, Marcello, Michaeli) – 4:57
17. "Yesterday's News" (Tempest, Marcello, Levén, Haugland, Michaeli) – 5:27